# 봉신국
봉신국(封臣國, 영어: vassal state)은 봉건제에서 봉신과 유사한 지위로 우월한 국가 또는 제국에 상호 의무가 있는 모든 국가를 지칭한다. 봉신국은 고대 중국뿐만 아니라 이집트, 히타이트, 미탄니 등 근동 제국의 시대로 거슬러 올라가는 보편적인 형태이다. 봉신국 통치자와 제국의 관계는 각 제국의 정책과 합의에 따라 달라졌다. 봉신국에서는 조공과 병역을 종주국에 제공하는 것이 일반적이지만 종주국에서 봉신국에 제공하는 독립성과 혜택의 정도는 다양했다. 오늘날에는 괴뢰국, 보호국, 종속국, 자유연합 또는 위성국이라는 단어가 더 일반적으로 사용되고 있다.

## 같이 보기
- 제후